# فولارین بالوگان
فولارین بالوگان (انگلیسی: Folarin Balogun؛ زادهٔ ۳ ژوئیهٔ ۲۰۰۱) بازیکن فوتبال اهل آمریکا است که برای  باشگاه فوتبال موناکو به عنوان مهاجم بازی می‌کند.
وی همچنین در تیم‌های ملی فوتبال زیر ۱۷ سال انگلستان، زیر ۱۸ سال انگلستان، و زیر ۲۰ سال انگلستان بازی کرده‌است.

## دوران جوانی
بالوگان در شهر نیویورک متولد شد و در دو سالگی به انگلستان مهاجرت کرد و در لندن بزرگ شد. پدر و مادرش در نیجریه به دنیا آمدند. بالوگان اغلب با نام مستعار خود "فلو" شناخته می شود که در سال های حضور در آکادمی هیل اند آرسنال برای او ابداع شد.

## افتخارات

### باشگاهی
آرسنال
- سوپر جام فوتبال انگلستان(۱): ۲۰۲۳

## دوران باشگاهی

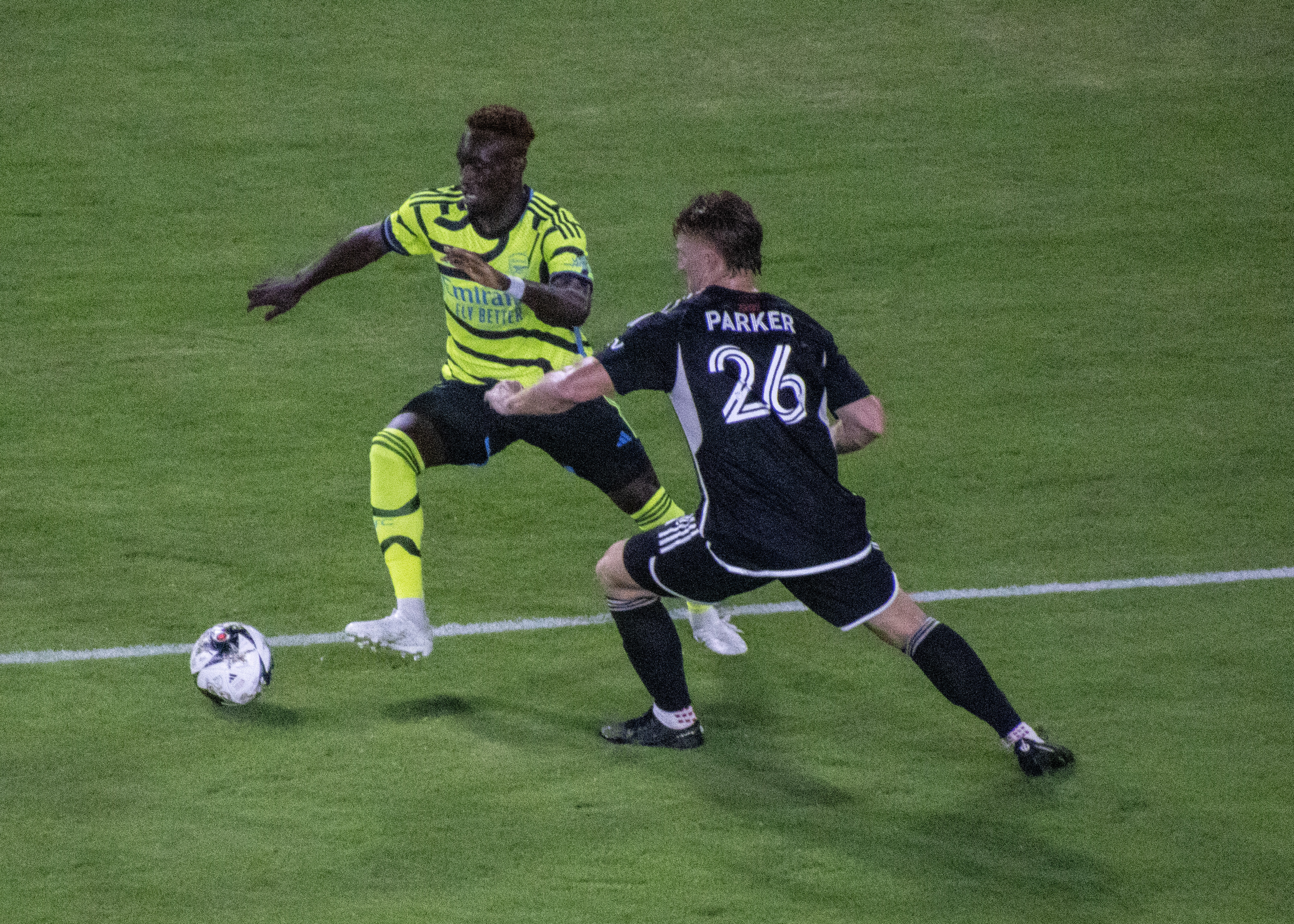
بالوگان (پیراهن زرد) در پیراهن آرسنال برابر تیم ستارگان ام‌ال‌اس در بازی مسابقه ستار‌گان ام‌ال‌اس

بالوگان در سن ۸ سالگی پس از اینکه در تیم قبلی خود در لیگ یکشنبه، آلدرزبروک، مورد توجه قرار گرفت، به آرسنال پیوست.قبل از شروع با آرسنال، او برای بازی رقیب شمال لندنی آنها تاتنهام هاتسپر تست داده بود و تقریباً با آنها قرارداد امضا کرده بود.او در فوریه ۲۰۱۹ یک قرارداد حرفه ای امضا کرد.
در ژوئیه ۲۰۲۲، پس از ناکامی در امضای قرارداد جدید با آرسنال، او پیشنهادهای مختلفی از جمله پیشنهاد ۸ میلیونی برنتفورد دریافت کرد.او اولین بازی خود را برای بزرگسالان در لیگ اروپا در ۲۹ اکتبر ۲۰۲۰ انجام داد و در دقیقه ۷۴ در بازی مرحله گروهی مقابل داندالک به عنوان بازیکن تعویضی به میدان رفت.او اولین گل برای بزرگسالان را در ۲۶ نوامبر ۲۰۲۰ در بازی مرحله گروهی لیگ اروپا مقابل مولده به ثمر رساند.در ۲۶ آوریل ۲۰۲۱، بالوگان قرارداد بلندمدت جدیدی با این باشگاه امضا کرد.بالوگان اولین بازی خود را در لیگ برتر در ۱۳ اوت ۲۰۲۱ در باخت ۰-۲ مقابل برنتفورد تازه صعود کرده انجام داد.
در ۱۲ ژانویه ۲۰۲۲، او با قراردادی قرضی تا پایان فصل به باشگاه میدلزبورو در چمپیونشیپ پیوست.
در آگوست ۲۰۲۲ او به صورت قرضی به باشگاه فرانسوی ریمز منتقل شد.